# Mime corporel dramatique
 (janvier 2010).
Si vous disposez d'ouvrages ou d'articles de référence ou si vous connaissez des sites web de qualité traitant du thème abordé ici, merci de compléter l'article en donnant les références utiles à sa vérifiabilité et en les liant à la section « Notes et références ».
Le mime corporel dramatique est à la fois une technique et une méthode, toutes deux développées par l’artiste français et pédagogue Étienne Decroux (1898 - 1991). Elle prend le corps pour principal moyen d’expression et l’acteur comme point de départ de la création, avec pour objectif de « rendre visible l’invisible ».
Art du mouvement plutôt qu’art du silence, le mime corporel dramatique est surtout l’art de l’acteur. Celui-ci doit être présent sur scène et cette présence est avant tout celle de son corps. Celui-ci est son instrument de travail, le support de sa voix et de ses émotions.
L’étude de mime corporel permet à l’acteur de montrer sa pensée par l’intermédiaire du mouvement. Il cherche à reconstruire l’essence du drame, à intégrer dans le corps les principes d’une action et d’une situation dramatique – le déséquilibre, l’instabilité, la causalité, le rythme: autant de notions dont l’apprentissage d´une technique corporelle peut donner la maîtrise. L’étude de cette technique permet de donner à l’acteur un contrôle de sa présence sur scène, de son placement et de ses déplacements ainsi que de ses actions. Elle multiplie également les possibilités de l’artiste, lui permettant de faire ce qu’il veut, et non seulement ce qu’il peut. C’est une porte ouverte sur l’imagination.

## Étienne Decroux
Formé à l’école de Jacques Copeau en France, Decroux est un acteur de cinéma et de théâtre et a travaillé, entre autres, avec Antonin Artaud, Charles Dullin, Louis Jouvet et Marcel Carné, dans le film Les Enfants du paradis. Il a dédié la seconde partie de sa vie à la création d'un théâtre où l’acteur est le centre et son corps son principal instrument d’expression. Il a créé de nombreuses pièces, a fait des recherches sur l'expression du corps durant de nombreuses années et a donné des cours à l’école de L'Atelier à Paris, au Piccolo Teatro à Milan ou l'Actors Studio de New York. Il a aussi créé sa propre compagnie et a fait des tournées et Italie, Suisse, Belgique, Hollande, Suède, Royaume-Uni et Israël.
En 1962, Decroux a ouvert son école à Paris, où il a enseigné et développé son travail jusqu’à sa disparition en 1991. De nombreux acteurs ont travaillé avec lui : Marcel Marceau, Jean-Louis Barrault, Raymond Devos, María Casares ou Jessica Lange. Son travail vis-à-vis des connaissances théâtrales lui valent une reconnaissance mondiale et aujourd’hui son nom figure parmi les grands maîtres tels Craig, Vsevolod Meyerhold, Constantin Stanislavski ou Jerzy Grotowski.